# Heute
A heute (magyarul: ma) a német ZDF közszolgálati televízió híradója, amely minden nap 19:00-kor kerül adásba.

## Története
1963 óta fut a ZDF műsorán 25-30 perces kiadásban. A műsor főcíme eleinte a Tagesschauból ismert gongütéssel kezdődött, utána elhangzott a Hier ist das Zweite Deutsche Fernsehen (Ez itt a Második Német Televízió) nevű mondat, megkülönböztetésként az ARD Tagesschau hírműsorától.
A főkiadás mellett jelentkezett egy 5 perces kiadás 18:30-kor és a késő esti kiadás 22:00-kor. A kezdeti években a heute adásai a Frankfurt melletti Eschbornban található stúdióban készültek.
Az első stúdió meglehetősen egyszerű berendezésű volt: egy irodahelyiséget alakítottak ki, ahova nagy függönyöket és két egyszerű asztalt helyeztek el. A főkiadásban a bemondó mellett a főszerkesztő is adásban volt. A heute végén az időjárás-jelentést egy meteorológus mondta el két tábla előtt, az egyiken az 1937-es német, a másikon Európa-térkép volt.
1964 áprilisában a heute a ZDF-fel együtt átkerül Wiesbadenbe.
1970-től a heute adásai színesben készülnek.
1973 októberében a heute főkiadása 19:00-tól kezdődik.
1978-ban elindult a heute szerkesztőségének háttérműsora, a Heute Journal, amely az ARD Tagesthemen elindítására volt válaszreakció. Ugyanekkor dőlt meg a férfidominancia a műsorvezetők közt, mert két női műsorvezetője lett a heute műsorának Ulrike von Möllendorff és Rut Speer személyében.
1986-ban a heute főcíme megváltozik: 3D-s számítógépes animációként ugrik elő a TV-óra után a heute felirat.
1987-ben már 6 kiadással jelentkezett a heute: a 10 órás délelőtti, 13 órakor egy 15 perces híradó, 16 és 17 órakor 5-5 perces hírösszefoglaló, 19 órakor a főkiadás és este 22 órakor a késő esti kiadás.
1992-ben megváltozott a stúdió háttere: a kék háttérbe bekerül zöldes motívum is, és dátum megjelenik a képernyőn.
1998-ban a Frankfurti tőzsdéről napi kapcsolás indul, és augusztusban teljesen megváltozik a heute díszlete és főcíme: a háttérben levő térkép bluebox technikával készül, és a heute főcímébe bekerül a földgömb-motívum.
2001-ben a ZDF csatorna új narancsszínű logót kapott, amihez a heute is igazodott. A stúdióban a kék és narancsszín lett az uralkodó a berendezés nem változott meg.
2009 júliusában új 330 négyzetméteres stúdióba költözött a heute és új, bluebox technikájú hátteret kapott a stúdió.

## Műsorvezetői
| Műsorvezető                    | Kezdés | Megjegyzés                                |
| ------------------------------ | ------ | ----------------------------------------- |
| Brigitte Bastgen               | 1990   |                                           |
| Gundula Gause                  | 1993   | 1989 óta bemondónőként dolgozik a ZDF-nél |
| Heinz Wolf                     | 1997   | 1990 óta bemondóként dolgozik a ZDF-nél   |
| Petra Gerster                  | 1998   |                                           |
| Barbara Hahlweg                | 1998   |                                           |
| Ralph Szepanski                | 2002   |                                           |
| Kay-Sölve Richter              | 2005   |                                           |
| Yve Fehring                    | 2005   |                                           |
| Carsten Rüger                  | 2005   |                                           |
| Andrea Gries                   | 2006   |                                           |
| Andreas Klinner                | 2007   | 2002–2005 között már dolgozott            |
| Franziska Fischer              | 2009   |                                           |
| Jasmin Hekmati                 | 2009   |                                           |
| Yasmin Parvis                  | 2009   |                                           |
| Eric Marr                      | 2011   |                                           |
| Jessica Zahedi                 | 2011   |                                           |
| Julia Theres Held              | 2012   |                                           |
| Christina von Ungern-Sternberg | 2012   |                                           |
| Christian Sievers              | 2014   | 1998–2000 között már dolgozott            |
| Antje Pieper                   | 2014   |                                           |
| Pinar Tanrikolu                | 2014   |                                           |
| Daniel Bröckerhoff             | 2015   |                                           |
| Eva-Maria Lemke                | 2015   |                                           |
| Karsten Pachollek              | 2015   |                                           |
| Maja Weber                     | 2016   |                                           |
| Aline Abboud                   | 2016   |                                           |

## Érdekességek
- A heute műsorvezetője volt 2003 és 2010 között Steffen Seibert, aki 2010. augusztus 11-e óta kormányszóvivő.